# Плещеевы
Плеще́евы(Бяконтовы-Плеще́евы) — русский дворянский род.Один из самых многочисленных и видных среди старомосковских боярских фамилий. .
Род внесён в Бархатную книгу. При подаче документов (января 1686 — апрель 1687) для внесения рода в Бархатную книгу, были предоставлены четыре родословные росписи ветвей Плещеевых, между которыми возникла тяжба о неверности их родословий между собой и родственного рода Жеребцовы, для чего Палатой родословных дел затребованы документы Иноземного приказа с изложением спорного родословного дела (1676/77) между Плещеевыми.
Род Плещеевых внесён в VI часть родословной книги Московской, Орловской,Смоленской, Пензенской и Тамбовской губерний (Гербовник, I, 44).

## Происхождение и история рода
Род берёт своё начало от боярина Фёдора Бяконта, сына боярина черниговского, переселившегося из Чернигова в конце XIII века (около 1300 года) в Москву, ещё при князе Данииле Александровиче. Впоследствии был боярином у великого князя Симеона Гордого.Род Бяконтовых один из двух боярских родов(наряду с Вельяминовыми),служивших московскому князю Даниилу Александровичу и  первым московским князьям,еще до того,как московские князья получили великокняжеский стол.   

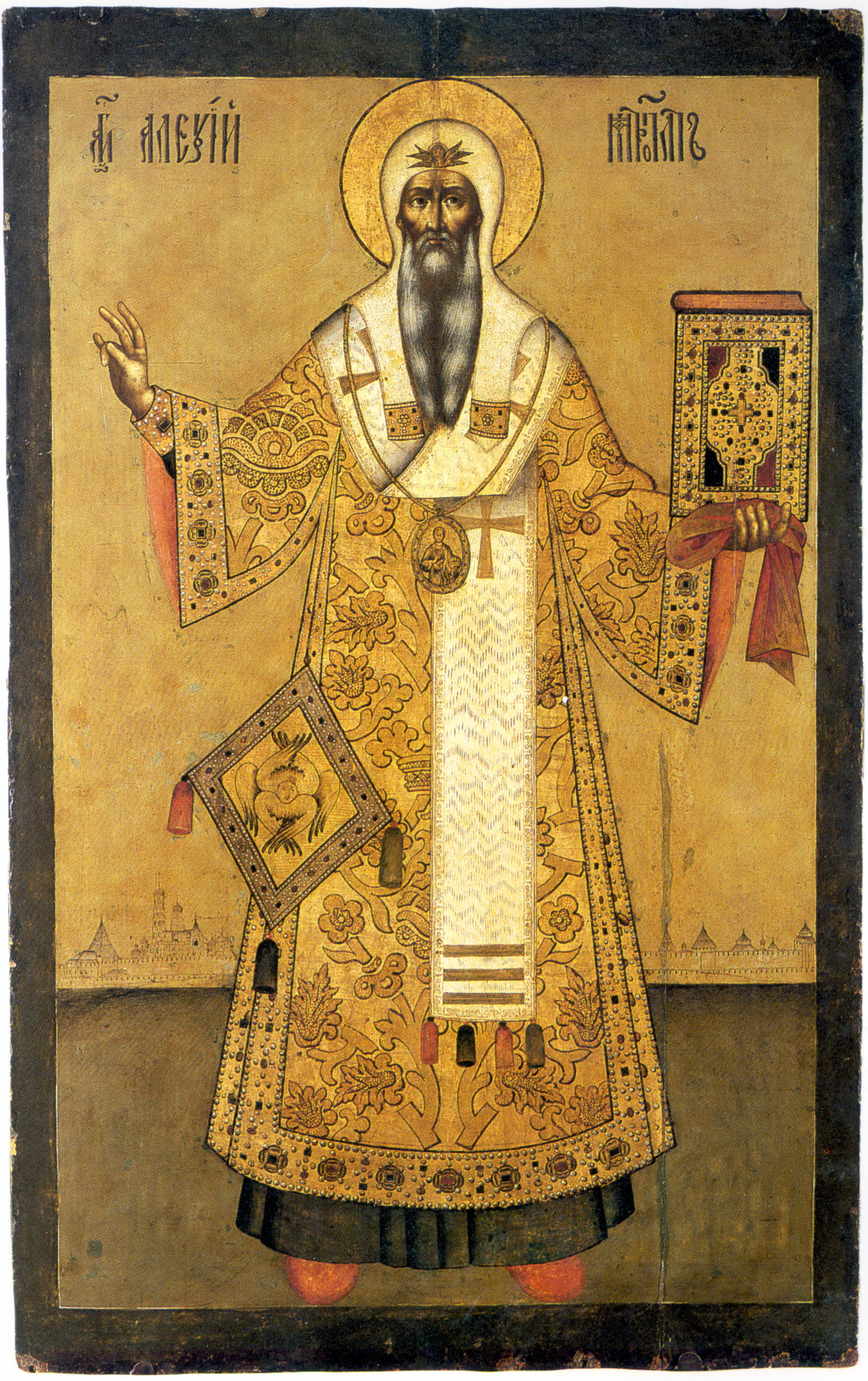
Святитель Алексий — старший сын Фёдора Бяконта (икона, 1790-е)

У Фёдора были пятеро сыновей и две дочери. Старший сын Елевферий,крестным отцом которого был кн.Ива́н I Дани́лович Калита́,"еще тогда юн сый", впоследствии стал митрополитом Киевским Алексием, прославленным в лике святителей. Обе дочери — также святые русской церкви, преподобные Иулиания и Евпраксия — были первыми монахинями московского Алексеевского монастыря (затем Зачатьевский), основанного Алексием. Потомки сына Феофана стали родоначальниками дворянских родов Игнатьевых и Жеребцовых; от правнуков сына Матвея пошли роды Москотиньевых и Пятовых; а от младшего сына Фёдора Бяконта Александра, по прозвищу Плещей (то есть плечистый, широкоплечий или плешивый, лысый) пошёл род Плещеевых и эту же фамилию приняли и некоторые отрасли потомства его братьев.Род Плещеевых один из наиболее многочисленных родов старомосковского боярства,представленных в Боярской Думе. В состав Боярской Думы в XV—XVI веках входило 12 представителей рода Плещеевых. По меньшей мере еще 12 представителей угасшего колена Степана Феофановича Плещеева,внука Федора Бяконта,служили митрополичими боярами.  Из старых боярских родов среди опричников  известны четверо Плещеевых и двое Басмановых-Плещеевых. Четверо Плещеевых, из коих трое именовались Иванами, а четвёртый Григорием, участвовали в избрании Царя Михаила Феодоровича.
Позднее род разделился на несколько ветвей (все они угасли):
- Колодкины-Плещеевы (угасли в середине XVII века)
- Басмановы-Плещеевы (угасли в 1642 году)
- Юрловы-Плещеевы (угасли в середине XVI века)
- Охотины-Плещеевы (угасли в середине XVII века)
- Очины-Плещеевы (угасли в начале XVIII века)
- Тарховы-Плещеевы (угасли в середине XVI века)
- Мешковы-Плещеевы (угасли в начале XIX века)

## Родословная[25]
Фёдор Бяконт (около 1283-сер. XIV века) — выехал на рубеже XIII-XIV веков из Чернигова в Москву, московский боярин у великого князя Симеона Ивановича Гордого. Женат на Марии
1. Елевферий Фёдорович Бяконт (более известен как митрополит московский Алексий) (между 1292-1305-12 февраля 1378) — митрополит Киевский и всея Руси, епископ, государственный деятель, дипломат. В церковно-богослужебных текстах именуется «святителем Московским и всея России чудотворцем». Бездетен.
2. Ульяна Федоровна Бяконт — одна из первых монахинь московского Алексеевского монастыря (затем Зачатьевского), основанного Алексием.
3. Евпраксия Федоровна Бяконт — одна из первых монахинь московского Алексеевского монастыря (затем Зачатьевского), основанного Алексием.
4. Феофан Федорович Бяконт-Плещей — боярин великих князьей Иоанна Иоанновича Красного и Дмитрия Ивановича Донского.
  1. Степан Феофанович Плещеев — боярин у митрополита московского Киприана.
    1. Юрий Степанович Плещеев.
    2. Даниил Степанович Плещеев.

  2. Даниил Феофанович Плещеев († 1393) — боярин великого князя Василия I Дмитриевича, «много служил великому князю в Орде, и на Руси, и по чужим землям».
    1. Константин Данилович Плещеев — женат на N Дмитриевне N, четвёртой дочери боярина времен Василия I Дмитриевича (1371—1425) Дмитрия Васильевича (правнука витязя Гаврило Алексича0.
      1. Игнатий Константинович Плещеев — родоначальник Игнатьевых.
      2. Иван Константинович Плещеев-Жеребец — родоначальник Жеребцовых.

    2. Иван Данилович Плещеев.
      1. Игнатий Иванович Плещеев († после 1453).
        1. Даниил Игнатьевич Плещеев.
          1. Никита Данилович Плещеев-Кошка († после 1515) — помещик.
          2. Иван Данилович Плещеев († после 1515) — помещик.

        2. Пётр Игнатьевич Плещеев.
          1. Воропай Петрович Плещеев.
            1. Василий Воропаевич Плещеев-Ручка († после 1541) — служил князю Юрию Ивановичу, бездетен.
            2. Алексей Воропаевич Плещеев-Русин — бездетен.
            3. Алферий Воропаевич Плещеев — был на поместье в Новгороде.
              1. Борис Алферович Плещеев — воевода, голова сторожевого полка. Бездетен.
              2. Семён Алферович Плещеев — бездетен.

          2. Василий Петрович Плещеев — бездетен.
          3. Андрей Петрович Плещеев († после 1515) — послух, убит на Серице, бездетен.
          4. Степан Петрович Плещеев — бездетен.
          5. Тимофей Петрович Плещеев — бездетен.

        3. Григорий Игнатьевич Плещеев-Немой — бездетен.
        4. Иван Игнатьевич Плещеев-Судок — бездетен.
        5. Иван Игнатьевич Плещеев-Ресница († после 1515) — помещик.
          1. Борис Иванович Плещеев-Глазатый.
            1. Роман Борисович Плещеев-Ратман.
              1. Иван Романович Плещеев († после 1577) — в 1576 помещик, в 1577 выборный помещик Новгородской Шелонской пятины

            2. Лобан Борисович Плещеев — бездетен.
            3. Третьяк Борисович Плещеев — бездетен.

          2. Шарап Иванович Плещеев († после 1515) — помещик.
          3. Фёдор Иванович Плещеев.

        6. Яков Игнатьевич Плещеев.
        7. Семён Игнатьевич Плещеев-Дюпа.

      2. Василий Иванович Плещеев († после 1453).
        1. Александр Васильевич Плещеев-Красный.
        2. Алексей Васильевич Плещеев-Перепитиха — бездетен.
        3. Федор Васильевич Плещеев — бездетен.
5. Александр Фёдорович Бяконт-Плещей (около 1313-после 1375) — боярин великого князя Дмитрия Ивановича Донского, костромской воевода (1375), в том же году потерпел поражение от ушкуйников и бежал с поля боя.
  1. Данило Александрович Плещеев.
    1. Борис Данилович Плещеев († 1445) — боярин великого князя Василия I Дмитриевича, занимал одно из первых мест в Боярской думе, погиб в битве под Суздалем в 1445 году.
      1. Михаил Борисович Плещеев († 1468) — боярин великих князей Василия II Васильевича и Ивана III Васильевича, занимал одно из первых мест в Боярской думе, владелец сёл Нахабино и Ростокино. Женат на Соломониде († 1447) и Марии († после 1509).
        1. Андрей Михайлович Плещеев († 1491) — боярин великого князя Ивана III Васильевича. Женат на Елене (Алёне) Яковлевне Кошкиной, внучке московского боярина Ивана Федоровича Кошкина.
          1. Иван Андреевич Плещеев-Суббота († 1495) — посол в Валахии (1492—1493), убит при осаде Выборга в 1495 году. Бездетен.
          2. Михаил Андреевич Плещеев († 1531) — боярин великих князей Ивана III Васильевича и Василия III Ивановича, первый русский посол в Османской империи (1496—1498).
            1. Дмитрий Михайлович Плещеев († 1561) — окольничий и воевода великого князя Василия III Ивановича и царя Ивана IV Васильевича Грозного. Женат на Анне († 1552).
              1. Иван Дмитриевич Плещеев-Колодка († после 1603) — воевода царей Ивана IV Васильевича Грозного, Фёдора Ивановича и Бориса Фёдоровича. Родоначальник Плещеевых-Колодкиных.
                1. Фаддей Иванович Плещеев-Колодкин († после 1602) — помещик Тверского уезда (1602). Женат на Анне Григорьевне Сабуровой.
                  1. Михаил Фаддеевич Плещеев-Колодкин († после 1629) — стольник (1627—1629). Женат на Анне.
                    1. Прасковья Михайловна Плещеева-Колодкина — замужем за Иваном Семёновичем Жеребцовым. Последняя из рода Плещеевых-Колодкиных и из потомков Андрея Михайловича Плещеева.

                2. Матвей Иванович Плещеев-Колодкин († после 1615) — воевода и боярин Лжедмитрия II и царя Михаила Фёдоровича. Его самосуд совершённый над казаками стал одной из причин убийства его друга Прокопия Петровича Ляпунова. Женат на Евфимии Семёновне Коробьиной.
                  1. Михаил Матвеевич Плещеев-Колодкин — бездетен. Женат на Соломониде Даниловне Замыцкой.

              2. Елена Дмитриевна Плещеева — замужем за Иваном Васильевичем Траханиотовым.
              3. N Дмитриевна Плещеева — замужем за Петром Ивановичем Всеволожским.

            2. Фёдор Михайлович Плещеев († 1546) — окольничий великого князя Ивана IV Васильевича Грозного. Женат на Пелагее.
              1. Мария Фёдоровна — замужем за Иваном Петровичем Охлябининым
              2. Никита Фёдорович († 1571) — взят в плен в Судбищенской битве. Бездетен.

          3. Фёдор Андреевич Плещеев-Чешиха († до 1513) — пристав при литовском после (1493). Женат на княжне Ксении Ивановне (предположительно дочери Ивана Александровича Звенигородского).
            1. Мария Фёдоровна Плещеева (около 1490-после 1560) — замужем за Иваном Васильевичем Телепнёвым-Оболенским-Немым.
            2. Ирина Фёдоровна Плещеева — замужем за Петром Васильевичем Хованским- Лущиной.
            3. Анастасия Фёдоровна Плещеева — замужем за Иваном Васильевичем Оболенским-Курлёй-Слепым.

          4. Данило Андреевич Плещеев-Басман († после 1514) — воевода великих князей Ивана III Васильевича и Василия III Ивановича, взят в плен в битве под Оршей в 1514 году и умер в плену. Женат на Ирине. Родоначальник Басмановых-Плещеевых.
            1. Алексей Данилович Басманов-Плещеев († 1570) — боярин и воевода великого князя и царя Ивана IV Васильевича Грозного, один из предводителей опричнины, убит сыном Фёдором по приказу царя.
              1. Фёдор Алексеевич Басманов-Плещеев († 1571) — фаворит царя Ивана IV Васильевича Грозного, один из предводителей опричнины, умер в заточении. Женат на Варваре Васильевне Сицкой.
                1. Пётр Фёдорович Басманов-Плещеев († 1605) — боярин и воевода царей Фёдора I Ивановича, Бориса Фёдоровича и Лжедмитрия I, убит вместе с последним.. Бездетен.
                2. Иван Фёдорович Басманов-Плещеев († 1603) — окольничий и воевода царей Фёдора I Ивановича и Бориса Фёдоровича, убит при подавлении восстания Хлопка.
                  1. Фетинья Ивановна Басманова-Плещеева († 1642) — замужем за Василием Яншевичем Сулешовым братом Юрия Яншевича Сулешова. Последняя из рода Басмановых-Плещеевых.

                3. Евфросинья Фёдоровна Басманова-Плещеева († 1613) — замужем за Фёдором Ивановичем Шереметевым.

              2. Пётр Алексеевич Басманов-Плещеев († 1570) — опричник, казнён. Бездетен

          5. Афанасий Андреевич Плещеев — помещик, чернец в Кирилловом Монастыре. Бездетен.

        2. Тимофей Михайлович Плещеев-Юрло (около 1460—1504) — окольничий Ивана III Васильевича. Родоначальник Юрловых-Плещеевых.[26]
          1. Иван Тимофеевич Плещеев-Юрлов-Большой († после 1526) — воевода, дворовый сын боярский, служил в 1506—1510/1511 годах князю Семёну Ивановичу Калужскому. Бежал в литву, участник Русско-литовской войны. Бездетен. Последний представитель рода Юрловых-Плещеевых.
          2. Василий Тимофеевич Плещеев-Юрлов († после 1511) — воевода князя Семёна Ивановича Калужского, пострижен из-за побега брата в Кирилловом монастыре. Бездетен.
          3. Юрий Тимофеевич Плещеев-Юрлов († 1502) — убит во время осады Смоленска в 1502 году. Бездетен.
          4. Дмитрий Тимофеевич Плещеев-Юрлов († 1502) — убит во время осады Смоленска в 1502 году. Бездетен.
          5. Иван Тимофеевич Плещеев-Юрлов-Меньшой-Кудреватый († после 1543) — помещик Новгородской-Деверской пятины. Бездетен.

        3. Пётр Михайлович Плещеев († 1504) — боярин и воевода великого князя Ивана III Васильевича.
          1. Василий Петрович Плещеев († 1521/22) — дворовый сын боярский, посол в Дании (1490).
            1. Иван Васильевич Плещеев († 1548) — убит под Казанью в 1548 году. Бездетен.

          2. Иван Петрович Плещеев-Павлин († до 1522) — сын боярский.
            1. Никита Иванович Плещеев († после 1564) — помещик Тверского уезда, служил князю Юрию Ивановичу Дмитровскому.
              1. Пётр Никитич Плещеев († после 1555) — взят в плен в Судбищенской битве в 1555 году. Бездетен.
              2. Иван Никитич Плещеев — бездетен.

            2. Иван Иванович Плещеев († после 1551) — помещик Тверского уезда. Бездетен.

          3. Андрей Петрович Плещеев († после 1522) — помещик.
            1. Василиса Андреевич Плещеева

          4. Иван Петрович Плещеев-Меньшой († после 1522) — бездетен.

        4. Вениамин Михайлович Плещеев († после 1509) — чернец в Троице-Сергиевой монастыре. Бездетен.
        5. Иван Михайлович Плещеев-Хромой († после 1509) — помещик, в иноках Иона. Бездетен.
        6. Фёдор Михайлович Плещеев-Мешок († после 1516) — помещик. Бездетен.
        7. Григорий Михайлович Плещеев-Охота († после 1520) — воевода князя Семёна Ивановича Калужского. Родоначальник Охотиных-Плещеевых.
          1. Фёдор Григорьевич Плещеев-Охотин († после 1517) — помещик. Бездетен.
          2. Иван Григорьевич Плещеев-Охотин-Лопотун († после 1517) — помещик.
            1. Роман Иванович Плещеев-Охотин († после 1552) — дворовый сын боярский, помещик Бежецкого уезда.
              1. Яков Романович Плещеев-Охотин († после 1603) — дворовый сын боярский, помещик Костромского уезда.
                1. Дмитрий Яковлевич Плещеев-Охотин.
                  1. Алексей Дмитриевич Плещеев-Охотин († после 1647) — стольник и воевода в Трубчевске (1646—1647). Последний представитель рода Охотиных-Плещеевых.

              2. Иван Романович Плещеев-Охотин († после 1603) — помещик.
                1. Максим Иванович Плещеев-Охотин — бездетен.

            2. Григорий Иванович Плещеев-Охотин — бездетен.
            3. Андрей Иванович Плещеев-Охотин († после 1588) — дворовый сын боярский по Бежецкому Верху, опричник, помещик Бежецкого уезда.
              1. Яков Андреевич Плещеев-Охотин († 1615) — убит в Путивле.
                1. Иван Яковлевич Плещеев-Охотин-Мощи († до 1615) — помещик Бежецкого уезда. Бездетен.

          3. Андрей Григорьевич Плещеев-Охотин-Игла († после 1517) — помещик.
            1. Андрей Андреевич Охотин-Плещеев († после 1552), дворовый сын боярский, помещик Кашинского уезда. Бездетен.

      2. Семён Борисович Плещеев — боярин великого князя Василия II Васильевича.
        1. Иван Семёнович Плещеев-Тесто — бездетен.
        2. Тимофей Семёнович Плещеев-Слепый — новгородский помещик.
          1. Иван Тимофеевич Плещеев († 1514) — убит под Оршей.

        3. Григорий Семёнович Плещеев-Очи († после 1520) — сын боярский и воевода князя Семёна Ивановича Калужского, был на свадьбе Василия Даниловича Холмского, служил в Новгороде-Северском (1518—1519) и Кашире (1520). Родоначальник Очиных-Плещеевых.
          1. Фёдор Григорьевич Плещеев-Очин († 1.03.1560) — воевода и наместник великих князей Ивана III Васильевича, Василия III Ивановича и великого князя и царя Ивана IV Васильевича Грозного.
            1. Иван Фёдорович Очин-Плещеев-Зуб († после 1550) — сын боярский. Бездетен.
            2. Юрий Фёдорович Очин-Плещеев — бездетен.
            3. Иван Фёдорович Очин-Плещеев-Желда — бездетен.

          2. Иван Григорьевич Плещеев-Очин († после 1567) — воевода великого князя Василия III Ивановича и великого князя и царя Ивана IV Васильевича Грозного.
            1. Захарий Иванович Плещеев-Очин († 1571) — боярин, окольничий, воевода и наместник царя Ивана Грозного, видный опричник, казнён по делу А. Д. Басманова. Женат на Ульяне († до 1565) — младшей жене астраханского хана Ямгурчи.
              1. Григорий Захарьевич Очин-Плещеев — бездетен.

            2. Андрей Иванович Плещеев-Очин († после 1589) — дворянин московский, воевода и наместник царя Ивана IV Васильевича Грозного.
              1. Григорий Андреевич Плещеев-Очин-Глазун († после 1642) — воевода, стольник и судья царей Василия Шуйского и Михаила Фёдоровича.
                1. Пётр Григорьевич Плещеев-Очин († после 1658) — дворянин московский, стольник и воевода царей Михаила Фёдоровича и Алексея Михайловича. Женат на Александре Михайловне Кашиной дочери Михаила Фёдоровича Кашина-Оболенского и на Матрёне.
                  1. Авдотья Петровна Плещеева-Очина — замужем за Григорием Фёдоровичем Щербатовым.
                  2. Ксения Петровна Плещеева-Очина († после 1714) — замужем

                2. Фёдор Григорьевич Плещеев-Очин († 1669) — стольник (1627—1640), дворянин московский (1640, 1658—1668), воевода в Курмыше (1625), голова в объезде по Москве (1643/44) царей Михаила Фёдоровича и Алексея Михайловича. Женат на Степаниде Ивановне Бегичевой († после 1672).
                  1. Пётр Фёдорович Плещеев-Очин († 1685) — стряпчий (1676).
                    1. Фёдор Петрович Плещеев-Очин († после 1692) — стольник царицы Прасковьи Федоровны (1686—1692). Последний представитель рода Очиных-Плещеевых.
                    2. Ксения Петровна Плещеева-Очина († после 1714) — замужем за Василием Андреевичем Борисовым-Бороздиным († после 1700) и за Иваном Петровичем Соловцовым.

                  2. Мария Фёдоровна Плещеева-Очина († после 1702) — замужем (с 1679) за стольником Иваном Петровичем Скуратовым.
                  3. Прасковья Фёдоровна Плещеева-Очина († после 1712)- замужем за стольником Романом Никитичем Вельяминовым-Зерновым († 1722).

                3. Дмитрий Григорьевич Плещеев-Очин († после 1658) — стольник (1627—1640), дворянин московский (1658) царей Михаила Фёдоровича и Алексея Михайловича. Женат на Соломониде Фёдоровне Левашовой.
                4. Мария Григорьевна Плещеева-Очина († после 1627) — девица.

              2. Федосья Андреевна Плещеева-Очина — замужем за Дмитрием Петровичем Пожарским-Лопатой. Позже инокиня Московского Георгиевского монастыря.
              3. Анастасия Андреевна Плещеева-Очина — замужем за Даниилом Петровичем Свечиным († после 1629).

            3. Иван Иванович Плещеев-Очин († 1570) — дворянин московский и воевода царя Ивана IV Васильевича Грозного, казнён по делу брата Захария. Бездетен.
            4. Никита Иванович Плещеев-Очин († 1594) — окольничий и воевода царей Ивана Грозного и Фёдора Иоанновича. Женат на Елене († до 1603). Бездетен.

      3. Иван Борисович Плещеев († 1445) — боярин и дворецкий великого князя Василия II Васильевича. Погиб вместе с отцом и старшим сыном в Суздальском сражении в 1445 году.
        1. Иван Иванович Плещеев-Фал († 1445) — погиб вместе с отцом и дедом в Суздальском сражении в 1445 году. Бездетен.
        2. Яков Иванович Плещеев-Бельской.
          1. Семен Яковлевич Плещеев — служил новгородскому владыке. Бездетен.
          2. Фёдор Яковлевич Плещеев († 1518) — убит под Полоцком. Бездетен.
          3. Григорий Яковлевич Плещеев-Младший († 1514) — убит в битве под Оршей. Бездетен.
          4. Григорий Яковлевич Плещеев-Старший-Косой († 1531) — помещик.
            1. Андрей Григорьевич Плещеев — в иночестве Артемий (или Арсений), инок Иосифо-Волоколамского монастыря. Бездетен.
            2. Дмитрий Григорьевич Плещеев († 1573) — окольничий и воевода царя Ивана IV Васильевича Грозного. Погиб при взятии Пайды в 1573 году. Женат на Марии Петровне Ромодановской.
              1. Иван Дмитриевич Плещеев-Заяц († после 1633) — московский дворянин и воевода царей Василия Ивановича Шуйского и Михаила Фёдоровича. Женат на Анастасии Семёновне Безобразовой († после 1623)
                1. Лукьян Иванович Плещеев († после 1649) — московский дворянин и воевода царя Михаила Фёдоровича. Бездетен.
                2. Соломонида Ивановна Плещеева — замужем за стольником и воеводой Иваном Яковлевичем Вельяминовым-Зерновым († после 1654).

            3. Никита Григорьевич Плещеев(† после 1557) — дворовый сын боярский, помещик Вяземского и Ростовского уездов. Бездетен.
            4. Роман Григорьевич Плещеев-Кривошейка († после 1559) — московский дворянин, голова (1559), помещик Вяземского и Рузского уездов.
              1. Алексей Романович Плещеев († 1606) — окольничий и воевода царей Фёдора Ивановича, Бориса Фёдоровича, Фёдора Борисовича и Лжедмитрия I. Бездетен. Женат на Евдокии Васильевне Головиной († после 1636) дочери Василия Петровича Головина († 1611).

            5. Анастасия Григорьевна Плещеева.
            6. Григорий Григорьевич Плещеев-Вшивко († 1571) — дворовый сын боярский, помещик Вяземского уезда (1550), имел вотчину в Рузском уезде.
              1. Иван Григорьевич Плещеев († после 1589) — московский жилец (1589), помещик Тверского уезда. Бездетен.

    2. Иван Данилович Плещеев († 1445), убит в битве под Суздалем в 1445 году. Бездетен.
    3. Федор Данилович Плещеев-Сильный († 1-я половина XV в.).
      1. Андрей Фёдорович Плещеев († после 1512) — суздальский помещик и вотчинник.
        1. Михаил Андреевич Плещеев-Тарх († после 1539) — помещик Новгородской-Деревской пятины. Родоначальник Тарховых-Плещеевых.
          1. Борис Михайлович Плещеев-Тархов († после 1543) — помещик Новгородской-Деревской пятины. Бездетен.
          2. Василий Михайлович Плещеев-Тархов — бездетен.
          3. Фёдор Михайлович Плещеев-Тархов — бездетен.
          4. Григорий Михайлович Плещеев-Тархов († после 1551) — помещик Новгородской-Деревской пятины. Бездетен.
          5. Андрей Михайлович Плещеев-Тархов († после 1543) — помещик Новгородской-Деревской пятины. Бездетен.
          6. Иван Михайлович Плещеев-Тархов († 1514).
            1. Семён Иванович Плещеев-Тархов — бездетен.
            2. Яков Иванович Плещеев-Тархов — последний представитель Тарховых-Плещеевых. Бездетен.

        2. Василий Андреевич Плещеев-Кривой († после 1512) — судья.
          1. Григорий Васильевич Плещеев — дворовый сын боярский, помещик Ростовского уезда. Бездетен.
          2. Игнатий Васильевич Плещеев — бездетен.
          3. Иван Васильевич Плещеев († до 1532) — помещик, имел вотчину в Звенигородском уезде.
            1. Семен Иванович Плещеев († после 1552) — дворовый сын боярский, помещик Ростовского уезда. Бездетен.
            2. Яков Иванович Плещеев († после 1552) — дворовый сын боярский, помещик Ростовского уезда.
              1. Павел Яковлевич Плещеев († после 1606) — дворянин, стряпчий, убит под Москвою. Бездетен.
              2. Владимир Яковлевич Плещеев ((† после 1589) — новгородский помещик. Бездетен.

        3. Андрей (Семён)Андреевич Плещеев-Безстуж.
          1. Григорий Андреевич Плещеев-Мешок († около 1543) — помещик Заборовского погоста Новгородской земли, основатель рода Мешковых-Плещеевых.
            1. Афанасий Григорьевич Плещеев-Мешков.
              1. Александр Афанасьевич Плещеев-Мешков — бездетен.
              2. Елизарий Афанасьевич Плещеев-Мешков.
                1. Андрей Елизарьевич Плещеев-Мешков — убит под Дорогобужем. Бездетен.

              3. Григорий Афанасьевич Плещеев-Мешков-Богдан.
                1. Дмитрий Григорьевич Плещеев-Мешков († до 1649) — патриарший стольник (1627—1629), стольник (1636—1640), воевода в Перми (1644—1645). Бездетен.

              4. Алексей Афанасьевич Плещеев-Мешков-Сильный Лук († после 1640) — дворянин московский (1627—1640), награждён вотчиной за осадное сидение в Москве против войск Лжедмитрия II, воевода в Темникове (1617), во Владимире (1624—1626), Берёзове (1632—1633).
                1. Федор Алексеевич Плещеев-Мешков († после 1640) — патриарший стольник (1627—1629), дворянин московский (1636—1640). Бездетен.
                2. Михаил Алексеевич Плещеев-Мешков († после 1658) — патриарший стольник (1627—1629), стряпчий (1658). Бездетен.
                3. Алексей Алексеевич Плещеев-Мешков († 1671) — патриарший стольник (1629), стольник (1636—1668). Женат на Анастасии Михайловне Измайловой.
                  1. Андрей Алексеевич Плещеев-Мешков († 1694) — стольник (1680—1692), костромской воевода (1694), вологодский помещик. Женат на Мавре Федоровне Волконской .
                    1. Василий Андреевич Плещеев-Мешков († 31.01.1728), морского флота гардемарин, уездный дворянин. Женат Екатерине Александровне Петрово-Соловово († после 1746).
                      1. Иван Васильевич Плещеев-Мешков (1721-после 1801) — поручик (1749), премьер-майор (1759). Женат (брак с до 28.09.1748) на Марии Кирилловне Чичериной (1718-после 1761).
                        1. Михаил Иванович Плещеев-Мешков (1740-29.08.1775) — дипломат 1770-х гг. , состоял в 1775 году советником русского посольства в Англии, писатель, переводчик (псевдонимы: Англоман; Один Оксфортский студент). Бездетен.
                        2. Василий Иванович Плещеев-Мешков (1749-?) — бездетен.
                        3. Сергей Иванович Плещеев-Мешков (1752-4.2.1802) — близкий к Павлу I деятель масонства, географ и переводчик, вице-адмирал. Женат на Наталье Федотовне Веригиной (1768—1855).
                          1. N Сергеевна Плещеева-Мешкова
                          2. N Сергеевна Плещеева-Мешкова — последняя из рода Мешковых-Плещеевых. Замужем за Александром Ивановичем Ковальковым (8.07.1794-20.12.1852), камергером (1831), тайным советником, писателем-мистиком, переводчиком.
                          3. Михаил Сергеевич Плещеев-Мешков (13.11.1799-14.09.1805) — бездетен.

                        4. Александра Ивановна Плещеева-Мешкова.
                        5. Варвара Ивановна Плещеева-Мешкова (8.10.1756-10.04.1809) — замужем за Родионом Александровичем Кошелевым (31.05.1749-26.11.1827).
                        6. Татьяна Ивановна Плещеева-Мешкова (26.09.1761-26.12.1800) — замужем за Павлом Сергеевичем Гагариным (30.06.1747-2.12.1789).
                        7. Вера Ивановна Плещеева-Мешкова.
                        8. Иван Иванович Плещеев-Мешков — бездетен.

                      2. Василий Васильевич Плещеев-Мешков (31.12.1719-11.01.1722) — бездетен.

                    2. Степан Андреевич Плещеев-Мешков — бездетен.

                  2. Татьяна Алексеевна Плещеева-Мешкова — замужем за Петром Максимовичем Игнатьевым (1673—1733).
                  3. Марфа Алексеевна Плещеева-Мешкова.

                4. Никита Алексеевич Плещеев-Мешков († после 1676) — московский стряпчий (1658), стряпчий (1668—1676).
                  1. Евдокия Никитична Плещеева-Мешкова — замужем за стольником Иваном Львовичем Вельяминовым-Зерновым.

          2. Алексей Андреевич Плещеев-Третьяк († до 1551) — помещик Заборовского погоста Деревской пятины Новгородской земли (1543).
            1. Михаил Алексеевич Плещеев († после 1551) — помещик Деревской пятины Новгородской земли (1551).
              1. Феофан (Федор Большой) Михайлович Плещеев.
                1. Логин Феофанович Плещеев — бездетен.

              2. Иван Михайлович Плещеев-Большой († после 1589) — московский жилец (1589), помещик Деревской пятины Новгородской земли. Бездетен.
              3. Федор Михайлович Плещеев-Меньшой — бездетен.
              4. Наум Михайлович Плещеев († после 1616) — тобольский воевода (1613—1615), приближённый царя Василия Ивановича Шуйского.
                1. Василий Наумович Плещеев († после 1629) — дворянин московский (1627—1629).
                  1. Алексей Васильевич Плещеев († после 1692) — стряпчий (1658—1676), дворянин московский (1692). Женат на Евфимии Федоровне Мертваго († после 1704).
                    1. Федор Алексеевич Плещеев († после 1722) — капитан (1719—1722), майор. Женат на Аграфене Михайловне († 1745).
                      1. Александр Федорович Плещеев († после 1768) — фурьер (1745), сержант (1746), подпоручик (1756), лейб-гвардии капитан-поручик (1768). Женат на Вере Ивановне Нагаткиной (7.03.1808).
                        1. Сергей Александрович Плещеев — лейб-гвардии Преображенского полка прапорщик. Женат на Анне Алексеевне († 29.01.1780) и на Агнии Александровне.
                          1. Николай Сергеевич Плещеев (.05.1786-15.03.1832) — коллежский секретарь (1825), коллежский асессор (1826), титулярный советник (1831), служил в Министерстве народного просвещения (1802—1809), канцелярии Гл. управления для ревизии счетов (1812—1813), Гос. экспедиции для ревизии счетов (1813—1816), надзиратель питейного сбора в городе Кологриве Костромской губернии (1818—1820), советник Костромской казённой палаты по управлению питейного сбора (1820—1824), чиновник особых поручений при Архангельском, Вологодском и Олонецком генерал-губернаторе (1824—1826), нижегородский губернский лесничий (1828—1832). Женат на Елене Александровне Горскиной († 2.07.1879).
                            1. Алексей Николаевич Плещеев (22 ноября [4 декабря] 1825, Кострома — 26 сентября [8 октября] 1893, Париж) — русский писатель, поэт, переводчик; литературный и театральный критик. Женат на (брак с 1857) Еликониде Александровне Рудневой (1841-13.12.1864, Москва) и на Екатерине Михайловне Даниловой.
                              1. Александр Алексеевич Плещеев (1858—1944) — русский писатель, драматург, журналист; театральный критик, историк балета, эмигрант. Бездетен.
                              2. Елена Алексеевна Плещеева (1860—1948) — последняя из Плещеевых, о которых что-то известно. Состояла в переписке с А. П. Чеховым. Замужем за бароном Алексеем Ивановичем Сталь фон Гольштейн.
                              3. Николай Алексеевич Плещеев (1863—1932) — офицер, впоследствии помещик, деятель в области народного просвещения. Бездетен.
                              4. Любовь Алексеевна Плещеева (1871-?) — замужем за Худековым, дочь от второго брака.

                          2. Александр Сергеевич Плещеев († после 1824) — ротмистр. Бездетен.
                          3. Павел Сергеевич Плещеев († 20.01.1820) — майор, симбирский помещик.
                            1. Александр Павлович Плещеев (1793-4.07.1867) — генерал-майор, участник Кавказской войны. Бездетен
                            2. Павел Павлович Плещеев.
                              1. Алексей Павлович Плещеев (10.02.1827-20.07.1890) — капитан-лейтенант (1862). Участник Крымской войны. Владелец имения Чернозерье. Передал его А. Н. Плещееву. Бездетен.

                            3. Алексей Павлович Плещеев.
                              1. Николай Алексеевич Плещеев — бездетен.
                              2. Екатерина Алексеевна Плещеева (1835—1847) — погребена в с. Рышково Боровского уезда Калужской губернии.

                            4. Вера Павловна Плещеева — замужем за Яковом Владимировичем Бехтеевым (ок. 1794-ок. 1838) — помещиком Бирюченского уезда Воронежской губернии.
                            5. Наталья Павловна Плещеева (14.11.1798-7.06.1826) — замужем за полковникомБибиковым.
                            6. Варвара Павловна Плещеева (ок. 1806-после 1824.) — воспитанница Смольного (1824).
                            7. Варвара Сергеевна Плещеева († 5.07.1848) — замужем за Павлом Ивановичем Миницким (1772-7.06.1846).

                        2. Аграфена Александровна Плещеева — замужем поручиком Платоном Петровичем Секиотовым.
                        3. Татьяна Александровна Плещеева.

                      2. Прасковья Федоровна Плещеева — замужем за капитаном-поручиком Федором Федоровичем Павловым (? — 1770).

                  2. Василий Васильевич Плещеев — бездетен.
                  3. Борис Васильевич Плещеев — бездетен.
                  4. Фёдор Васильевич Плещеев († после 1668) — московский стряпчий (1658—1668). Женат на княжне Феодосье.
                    1. Федор Федорович Плещеев († до 31.08.1742)
                    2. Федосья Федоровна Плещеева — замужем за Данилой Семеновичем Конищевым.

                  5. Андрей Васильевич Плещеев — бездетен.
                  6. Григорий Васильевич Плещеев († после 1692) — стряпчий (1658—1676), стольник (1676—1692). Женат на Татьяне.
                    1. Алексей Григорьевич Плещеев († после 1738) — московский стряпчий (1692), в начальных людях (1706, 1710), полковник (1738). Бездетен.
                    2. Михаил Григорьевич Плещеев († после 1693) — стольник царицы Прасковьи Федоровны (1693), дворянин при Дворе, в начальных людях. бездетен.
                    3. Федор Григорьевич Плещеев († после 27.08.1731) — бездетен.
                    4. Андрей Григорьевич Плещеев (1677- между 1746 и 1751) — полковник. жилец (1698), участник Северной войны (1700—1721), воевода Псковской провинции (1730—1733), вице-губернатор Сибирской губернии (1733—1736). Женат на Татьяне Алексеевне Обуховой († после 1751).
                      1. Матвей Андреевич Плещеев († после 1746) — капрал (1746), капитан лейб-гвардии Семеновского полка. Женат на Екатерине Ивановне Болтиной.
                        1. Андрей Матвеевич Плещеев († после 1732) — бездетен.
                        2. Мария Матвеевна Плещеева.

                    5. Авдотья Григорьевна Плещеева.
                    6. Аксинья Григорьевна Плещеева.
                    7. Анна Григорьевна Плещеева.

              5. Иван Михайлович Плещеев-Меньшой († после 1612) — воевода в Верхотурье (1608—1612).
                1. Никифор Иванович Плещеев († после 1640) — стольник (1627—1640). Женат на Марии Васильевне Грибцовой.
                  1. Степан Никифорович Плещеев — бездетен.

                2. Иван Иванович Плещеев († после 1640) — стряпчий (1627—1640).
                  1. Павел Иванович Плещеев — бездетен.

                3. Дмитрий Иванович Плещеев († после 1677) — стольник (1627—1640), дворянин московский (1658—1668), походный дворянин московский царицы Натальи Кирилловны (1676—1677). Женат на Варваре.
                  1. Вера Дмитриевна Плещеева.

                4. Пётр Иванович Плещеев — бездетен.

              6. Василий Михайлович Плещеев — бездетен.

            2. Никита Алексеевич Плещеев († после 1551) — помещик Деревской пятины Новгородской земли (1551).
              1. Афанасий Никитич Плещеев († после 1583) — помещик Новгородской земли (1583).
                1. Лев Афанасьевич Плещеев († 1645) — стольник, казначей, воевода в Уфе и Самаре."Около 1620 года царь Михаил Романов пожаловал Свиблово (под Москвой) с пустошами защитнику Москвы в период "смутного времени" стольнику Льву Афанасьевичу Плещееву, а он передал эту вотчину сыну Андрею".[27]  Женат на Анне Дементьевне Погожевой.
                  1. Андрей Львович Плещеев († 1658) — стольник, голова и воевода во времена правления царей Михаила Фёдоровича и Алексея Михайловича. Женат на Аграфене Ивановне Пушкиной и на Евдокии Степановне Волынской. Бездетен.
                  2. Иван Львович Плещеев († до 1649) — стольник (1627—1640). Женат на Марии Степановне Тарбеевой. Бездетен.
                  3. Михаил Львович Плещеев (1617-24 октября 1683) — воевода, стольник царя Алексея Михайловича,боярин при правительнице Софии и при Петре Великом. Женат на Анастасии Романовне Пожарской († после 1669) и на Анастасии Петровне Урусовой (1662-31.01.1715). Бездетен.
                  4. Федор Львович Плещеев († 2.01.1672) — стольник (1658—1668). Женат на Марфе Ивановне († октябрь 1684).
                    1. Семен Федорович Плещеев († 2.07.1692) — комнатный стольник царя Петра Алексеевича (1676—1692). Женат на N Алексеевне Нарышкиной (сестре Кирилла Алексеевича) и на Феодоре Викуловне († после 1712).
                      1. Мария Семеновна Плещеева († 1704) — девица.

                    2. Фёдор Фёдорович Плещеев (1672-23.11.1702) — комнатный стольник, приближенный и доверенное лицо царя Петра Алексеевича. Женат на Прасковье Федоровне Долгоруковой (1679—1705). Бездетен.
                    3. Марфа Федоровна Плещеева — замужем за князем Иваном Ивановичем Голицыным.

                  5. Александр Львович Плещеев († 1645) — стольник (1645). Бездетен.
                  6. Татьяна Львовна Плещеева — замужем за князем Фёдором Андреевичем Телятевским — последним представитилем Тверской линии Рюриковичей.
                  7. Мария Львовна Плещеева — замужем за Василием Борисовичем Хилковым и Константином Осиповичем Щербатовым.

                2. Иван Афанасьевич Плещеев († 1629/30) — комнатный стольник (1618), чашник царя Михаила Фёдоровича (не позднее 1616/17), стольник (1627—1629) Женат Анне (Анисье) Степановне Кузьминой. Бездетен.

              2. Степан Никитич Плещеев († после 1583) — помещик Новгородской земли (1583).
                1. Леонтий Степанович Плещеев († 3 июня 1648) — воевода, судья и глава Земского приказа, казнён по требованию восставших москвичей во время Соляного бунта. Женат на Марии Григорьевне Сунбуловой и на Ирина Тихоновне Траханиотовой.
                  1. Иван Леонтьевич Плещеев († после 1640) — стольник (1636—1640), сослан «за вину» в Сибирь. Бездетен.
                  2. Пелагея Леонтьевна Плещеева — замужем за Иваном Петровичем Чихачевым и за князем Василием Васильевичем Кропоткиным (ок. 1625—1691).

                2. Иван Степанович Плещеев († после 1639) — патриарший стольник (1627—1629), стольник (1629—1639).
                  1. Степан Иванович Плещеев († после 1677) — московский стряпчий (1658), стольник (1660—1668), дворянин московский (1670—1677). Женат на Евдокии Яковлевне Колычевой-Хлызневой.
                    1. Иван Степанович Плещеев († после 1692) — стольник царицы Прасковьи Федоровны (1692). Бездетен.
                    2. Евдокия Степановна Плещеева († после 1.12.1719) — замужем за Иваном Ильичем Дмитриевым-Мамоновым (10.12.1680-24.05.1730).

                  2. Евдокия Ивановна Плещеева († после 19.02.1700).

                3. Семен Степанович Плещеев († до 1634), патриарший стольник (1627—1629). Женат на Акулине.
                  1. Мария Семеновна Плещеева — замужем за стольником Яковом Андреевичем Змеевым.

              3. Фёдор Никитич Плещеев († после 1583) — помещик Новгородской земли (1583).
                1. Иван Федорович Плещеев-Большой — бездетен.
                2. Фёдор Федорович Плещеев — бездетен.
                3. Михаил Фёдорович Плещеев († после 1617) — помещик Новгородской земли (1617).
                  1. Дмитрий Михайлович Плещеев († после 1677) — московский дворянин (1658—1668), походный дворянин московский царицы Натальи Кирилловны (1676—1677). Женат на Евфимии.
                    1. Герасим Дмитриевич Плещеев († после 1712) -стольник, воевода и правитель в Вятке (1711—1712). Бездетен.
                    2. Иван Дмитриевич Плещеев (1660—1728) — стольник (1686—1692), служил с 1688 года в Московском Большом полку в стольниках. Женат на Анне Дорофеевне († после 1743).
                      1. Семен Иванович Плещеев (1705- после 1722) — ученик Санкт-Петербургской академии. Женат (с января 1722 г.) на Марфе Петровне Вельяминовой.
                        1. Мария Семеновна Плещеева (20.06.1727-18.12.1776) — замужем за Петром Яковлевичем Голицыным (13.05.1719-8.09.1767).

                    3. Семен Дмитриевич Плещеев († после 1692) — стольник царицы Прасковьи Федоровны (1686—1692), дворянин при Дворе в начальных людях. Бездетен.

                4. Иван Фёдорович Плещеев-Меньшой († после 1617) — помещик Новгородской земли (1617).
                  1. Иван Иванович Плещеев.
                    1. Назарий Иванович Плещеев († после 1668) -московский стряпчий (1658—1668). Бездетен.
                    2. Александр Иванович Плещеев († после 1682) — стряпчий (1682). Женат на Евгении. Бездетен.
                    3. Григорий Иванович Плещеев († до 1701) — стряпчий (1683), московский стряпчий, отставной в Москве для посылок.
                      1. Никита Григорьевич Плещеев († после 1705) — московский дворянин, московский стряпчий (1693). Женат на Марии Андреевне. Бездетен.

                    4. Мавра Ивановна Плещеева.

          3. Михаил Андреевич Плещеев-Собака († после 1543) — помещик Заборовского погоста Деревской пятины Новгородской земли (1543).
            1. Петр Михайлович Плещеев († после 1562) — полковой воевода (1562).
              1. Григорий Петрович Плещеев.
                1. Владимир Григорьевич Плещеев († 1645) — московский дворянин (1627), в 1645 писец, в иночестве Варлаам.
                  1. Иван Владимирович Плещеев († после 1640) — московский дворянин (1636—1640).
                    1. Андрей Иванович Плещеев († после 1676) — стряпчий (1658—1676). Бездетен.

                  2. Дружина Владимирович Плещеев († до 1646) — московский дворянин (1627—1640). Жена Дарья.
                    1. Евфимия Дружинишна Плещеева — замужем за Андреяном (Андреем) Ивановичем Колокольцовым († около 1688).

                  3. Анна Владимировна Плещеева — замужем за Яковом Федоровичем Нащокиным († до 1646).
                  4. Евфимия Владимировна Плещеева — замужем за воеводой Иевом Степановичем Собакиным.

              2. Мария Петровна Плещеева — замужем за Иваном Петровичем Охлябининым.

## Имения и дворцы
Роду Плещеевых принадлежали многие деревни и сёла, некоторые из которых были ими основаны. Их владения находились не только в Московском уезде, но и в Переславском, Костромском и Пензенском уездах.
Плещеевым принадлежали основанные ими сёла: Васильевское, Бяконтово, Плещеево, а также были владельцами Бирюлёво, Горнешно, Нахабино, Ростокино, Свиблово и др.

#### Село Васильевское
После переселения в Москву Фёдора Бяконта, он был наделён вотчиной на реке Пахре, т. н. Васильевский погост. Ранее эти земли были заселены славянским племенем вятичей, которые отличались особой приверженностью к язычеству. Своё название погост получил от храма во имя святителя Василия Великого. По мнению ряда краеведов, храм был построен на месте древнего капища Велеса и имя Василия Великого будучи созвучно названию места «Велесово», по мнению Церкви было призвано как можно скорей стереть память о языческом боге.
Фёдору Бяконту предстояло организовать надёжную оборону на реке Пахре, осуществлять контроль над переправой, наладить мытный и таможенный сбор с проезжающих, а также службу встречи и проводов высоких послов и гостей.
Бяконтовы, а затем Плещеевы владели здесь селом Васильевское (ныне не существует) с конца XIII по XVI век. Здесь, на высоких обрывистых северных берегах вдоль Пахры проходила тогда граница с враждебным Рязанским княжеством, а позже, в XIV—XVII веках линия обороны Москвы от идущих с юга различных враждебных войск.
Село Васильевское находилось на небольшом холме с обрывами с трёх сторон, лишь с севера примыкало ровное поле, с проходящей мимо Ордынской дорогой. Для надёжности обороны села оно со всех сторон имело деревянную ограду, а от дороги его отделял ров, на котором стоял подъёмный мост и сторожевая башня. В селе был господский дом с необходимыми службами и дворами челяди, слуг и охраны. Участок усадьбы Ф. Бяконта находился между землями, приписанными Даниловскому монастырю.
Предположительно, что ещё при жизни Ф. Бяконта село Васильевское было поделено между его сыновьями: Феофаном, Матвеем, Александром. Вскоре Матвей основал сельцо Бяконтово на восточном, самом высоком в округе холме, а Александр — село Плещеево.

#### Усадьба Плещеево
Сельцо Плещеево на левом берегу реки Пахры, у восточной границы Подольска (ныне в промышленной части города) было основано младшим сыном Фёдора Бяконта — Александром, носившем прозвище Плещей, откуда и пошло название.

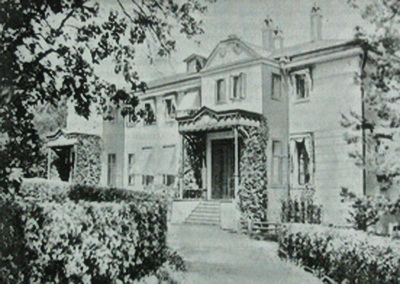
Главный дом усадьбы (1882)

В XVII веке эти земли перешли боярам Морозовым, а в дальнейшем — Василию Петровичу Поспелову (в честь него крестьяне назвали имение Плещеево Поспеловым или Поспелковым). Со второй половины XVII века Плещеево-Поспелово принадлежало статскому советнику Александру Ивановичу Перепечину. В начале XIX века Плещеево перешло к князю Александру Александровичу Черкасскому, который в 1820 году заказал у архитектора Евграфа Дмитриевича Тюрина проект своей усадьбы. В результате был построен кирпичный главный дом в стиле классицизма и первый этаж людского флигеля (второй этаж был позднее возведён архитектором Дмитрием Андреевичем Корицким). Впоследствии имение было собственностью семьи Лазаровых, а затем Надежды фон Мекк.
По их приглашению в 1884 и 1885 годах в Плещеево гостил российский композитор Пётр Ильич Чайковский, который написал здесь «Концертную фантазию».
В Плещеево у Чайковского было «…ощущение полного удовлетворения своих нравственных, умственных, материальных потребностей…»
Накануне отъезда в Петербург он написал фон Мекк:
Последний вечер провожу в Плещееве и ощущаю грусть вместе со страхом. После месяца полного уединения не так-то легко очутиться в омуте петербургской жизни. Приношу Вам, бесценный, дорогой друг, самую горячую благодарность за то, что приютили меня в Ппещееве, о котором я сохраню самое приятное воспоминание, как часто а Петербурге я буду мысленно переноситься в этот тихий, милый дом.
В 1908 году владельцы передали усадьбу цементному заводу. В 1919 году в имении располагалась детская трудовая колония, с 1925 года — туберкулёзный диспансер, в годы Великой Отечественной войны — Подольская женская школа снайперов.

#### Деревня Бирюлёво
Неизвестно, как и когда точно деревня попала к Плещеевым. По писцовой книге (1627), деревня «Бирилёво», находилась в поместье за Иваном Васильевичем Плещеевым, которому досталась после отца и дяди. В 1646 году владельцем уже был Алексей Андреевич Плещеев.
В 1709 году сельцом владели двоюродные братья, стольники Алексей Львович и Иван Никифорович Плещеевы. У каждого из них в собственности было по двору вотчинника. Здесь же находился крестьянский двор с 5 душами, принадлежавший Алексею Львовичу, и два крестьянских двора с 6 душами, принадлежавших Ивану Никифоровичу.
По данным Генерального межевания, в середине XVIII века деревня Бирюлёво принадлежала лейб-гвардии Секунд-майору Петру Алексеевичу Татищеву и поручику Александру Алексеевичу Плещееву, а впоследствии П. А. Татищев стал полным владельцем Бирюлёвского имения. Он был женат на Настасье Парамоновне Плещеевой и, по всей видимости, Бирюлёво было приданым его супруги, умершей в 1769 году.
Так закончилось почти двухсотлетнее владение Плещеевых деревней Бирюлёво.

## Известные представители
- Плещеев Осип Тимофеевич — воевода в Астрахани (1602).
- Плещеев Василий Тимофеевич — воевода в Борисове (Царев-Борисов в Харьковской губ.) (1603).
- Плещеев-Неудача Иван Евстафьевич — сын боярский и голова в Шацке (1594), в апреле 1598 года в свите царя Бориса Годунова 2-й воевода у знамени во время Серпуховского похода против хана Казы-Гирея Боры.В дальнейшем служил при дворе.[38] [39]
- Плещеев Василий Иванович Неудачин — патриарший стольник (1627), московский дворянин (1636—1668).[40][41]
- Плещеев Афанасий (в иночестве Авраамий) Иванович Неудачин — жилец (+ до 1602/03 г.)[42]
- Плещеев Фёдор Михайлович — воевода в Великих-Луках (1608).
- Плещеев Фёдор — воевода в Перемышле (1611).
- Плещеев Фёдор Савинович — воевода в Верхотурье (1615—1617)
- Плещеев Иван Юрьевич — воевода в Ржеве (1619), в Шацке (1623—1626), в Севске (1627), московский дворянин (1627—1640).
- Плещеев Никифор Юрьевич — воевода в Осколе (1624—1626), в Верхотурье (1629—1631), в Путивле (1637—1639 и 1648—1649).
- Плещеев Андрей Захарьевич — стольник патриарха Филарета (1627—1629), стольник (1629—1640).
- Плещеев Астафий Матвеевич — патриарший стольник (1627—1629), стольник (1636—1640).

- Плещеев Даниил Матвеевич — патриарший стольник (1627—1629), московский дворянин (1636—1658).
- Плещеев Фёдор Матвеевич — патриарший стольник (1629), московский дворянин (1636—1668), походный московский дворянин царицы Натальи Кирилловны (1676—1677).
- Плещеев Григорий Осипович — патриарший стольник (1629), за воровство сослан в Сибирь (1642).
- Плещеев Иван Иванович — стряпчий с платьем (1627—1629).
- Плещеев Андрей Осипович — воевода в Ельце (1622—1626), стольник (1627—1629), (ум. 1632).
- Плещеевы: Кондратий Захарьевич, Иван Григорьевич, Василий Васильевич, Борис Иванович, — стольники (1627—1640).
- Плещеев Алексей Дмитриевич — стольник (1627—1676).
- Плещеев Дружина Владимирович — московский дворянин (1627—1640). воевода в Осташкове (1628—1630, 1633).
- Плещеевы: Фёдор Саввинович, Фёдор Смердов, Моисей Михайлович, Иван Фёдорович, Никифор Юрьевич, Иван Мовсеевич, Фёдор и Иван Дмитриевичи, Иван Васильевич, Иван Владимирович, Григорий Андреевич, Владимир Григорьевич, Владимир Петрович, Осип и Борис Алексеевичи, Богдан и Афанасий Ильины — московские дворяне (1627—1640).
- Плещеев Алексей Андреевич
- Плещеевы: Фёдор Григорьевич, Степан Богданович и Михаил Иванович — московские дворяне (1640—1677).
- Плещеев Фёдор Матвеевич — воевода в Новосиле (1643—1646).
- Плещеев Дмитрий — воевода в Вольном (1652)., в Болохове (1659).
- Плещеев Борис Иванович — воевода в Великих Луках (1652—1653), в Витебске (1654—1655).
- Плещеев Алексей Васильевич — стряпчий (1658—1676), московский дворянин (1692).
- Плещеев Лев Андреевич — воевода в Селикамске (1658), в Перми (1660).
- Плещеев Даниил Никифорович — стольник царицы Натальи Кирилловны (1676), стольник царицы Прасковьи Фёдоровны (1686), стольник (1687—1692).
- Плещеев Алексей Львович — стольник царицы Евдокии Фёдоровны (1692).
- Плещеевы: Семён Дмитриевич, Иван Григорьевич и Иван Степанович — стольники царицы Прасковьи Фёдоровны (1692—1693).
- Плещеевы: Фёдор Васильевич, Гавриил Фёдорович, Андрей Михайлович, Никита и Алексей Григорьевичи, Григорий, Назар, Андрей и Александр Ивановичи — стряпчие (1658—1693).
- Плещеевы: Степан Иванович, Семён Михайлович. Никифор и Лев Богдановичи, Иван Богданович, Михаил и Дмитрий Фёдоровичи, Григорий Васильевич, Герасим Дмитриевич, Афанасий Тихонович, Александр Львович — стольники (1676—1692)
- Плещеев-Глазунов Иван Григорьевич — стольник, воевода в Михайлове (1602), в великих-Луках (1644—1645), во Владимире на Клязьме (1650—1651).
- Плещеев-Глазунов Григорий Андреевич — стольник, воевода в Туле (1614—1615 и 1619), в Великих Луках (1620), на Двине (1633—1636).
- Смердов-Плещеев Фёдор Кириллович — окольничий, воевода в Суздале (1608—1609), в Тобольске (1623—1625), в Севске (1632).
- Смердов-Плещеев Фёдор — стольник, воевода в Тихвине (1614), в Белгороде (1618—1619)[43][44].